# Octave Feuillet
Octave Feuillet [ejtsd: föjé] [magyarosan néhol: Feuillet Oktáv] (Saint-Lô, 1821. augusztus 11. – Párizs, 1890. december 29.) francia regény- és drámaíró. Az irodalomelméleti írásokban általánosan használt ragadványneve „a családok Musset-je” (Musset des familles).

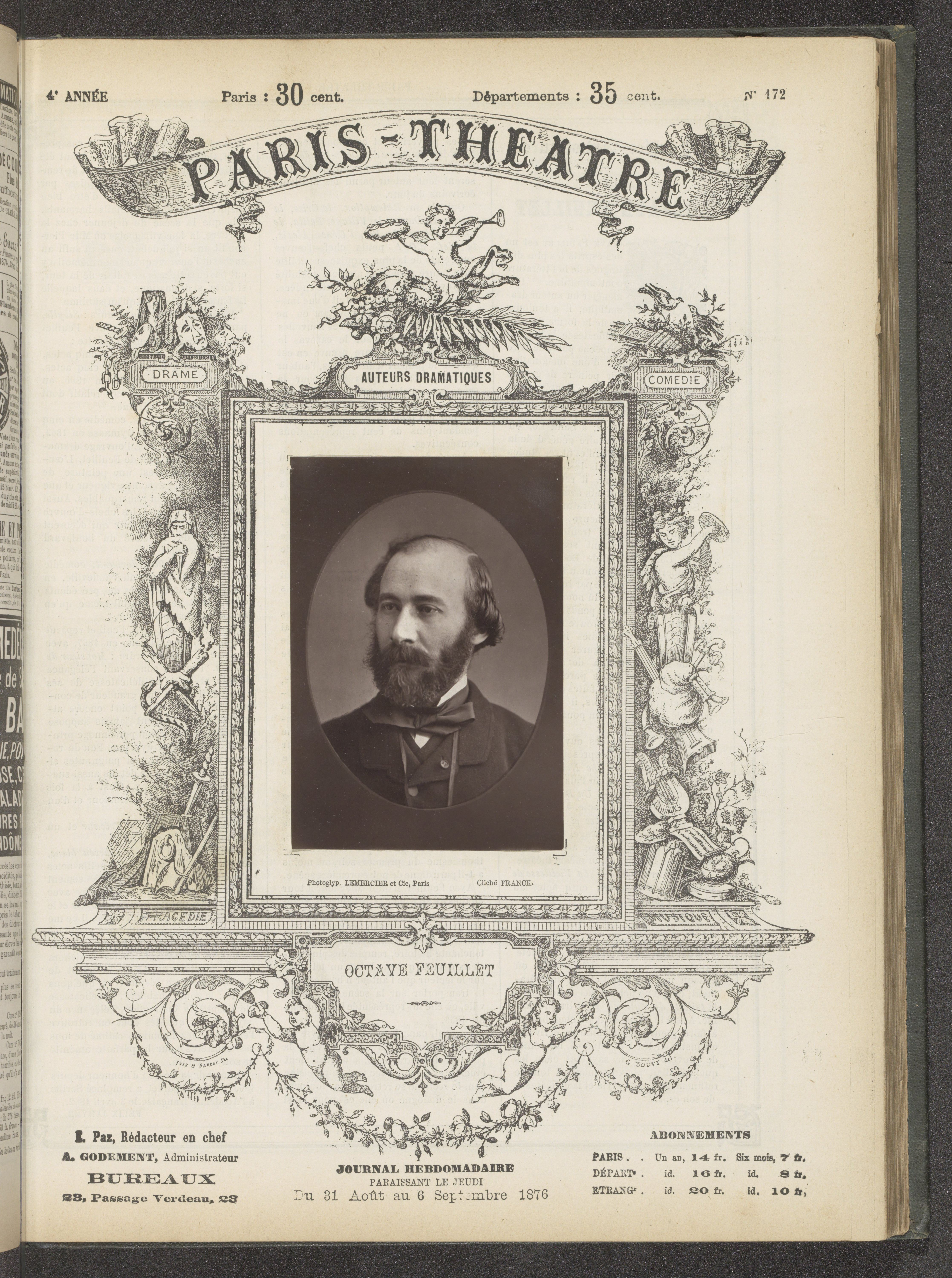
Arcképe az Hebdomadaire Paris-Théâtre újság 1876. évi 172. számában.

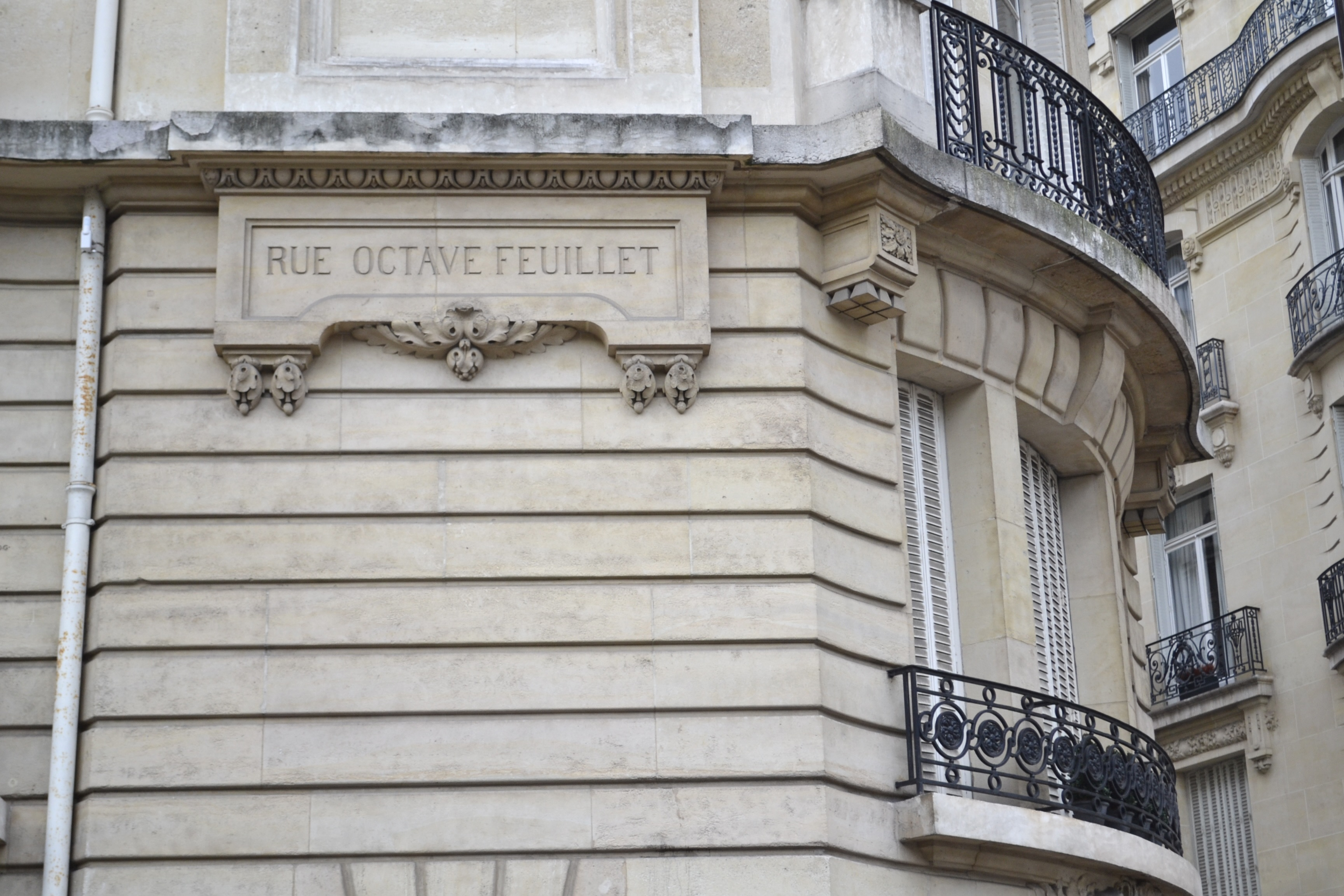
A Párizs 16. kerületében lévő Octave-Feuillet utca táblája.

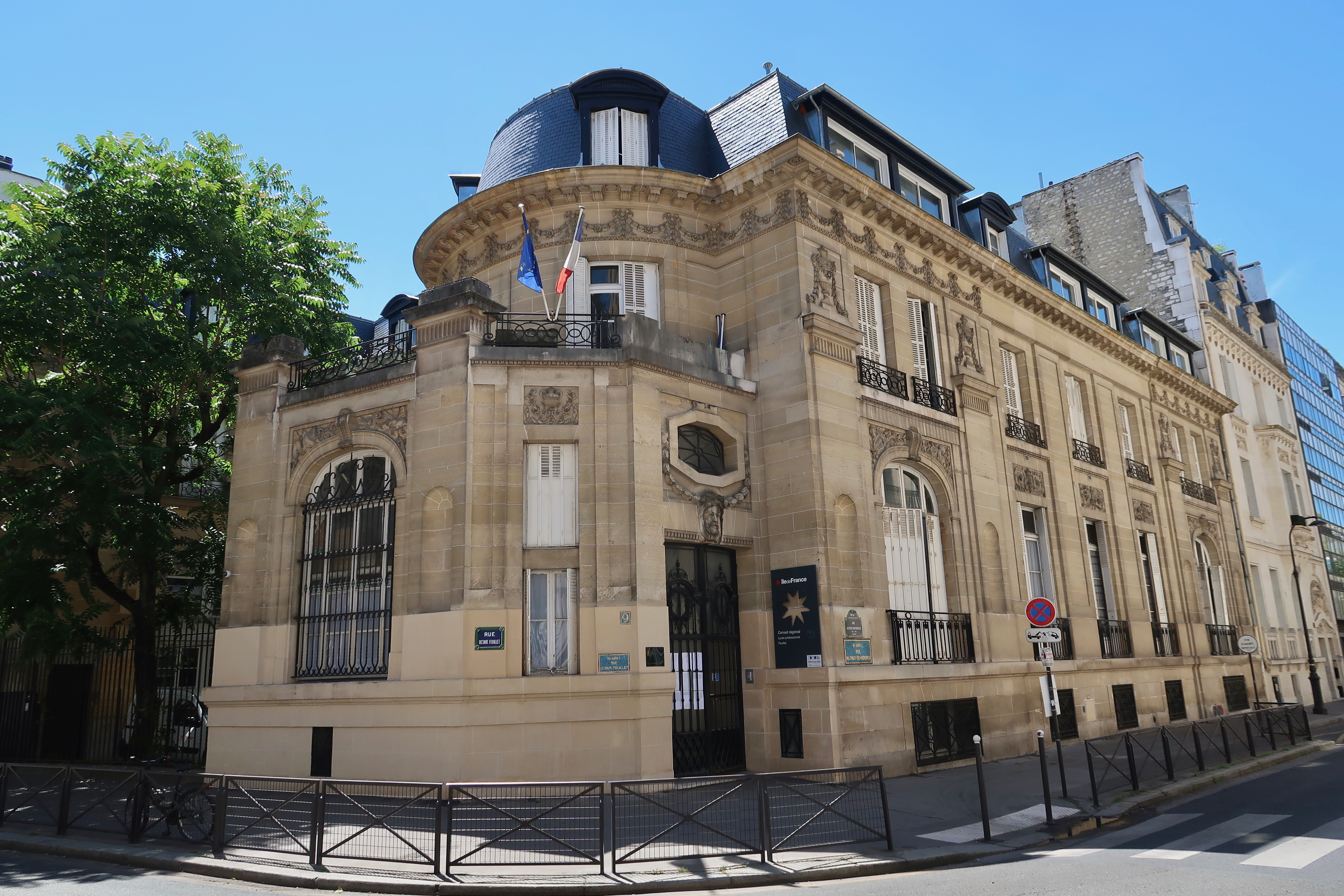
A Lycée Octave-Feuillet Párizsban.

## Családja
Apja, Jacques Feuillet (1788–1858), jónevű ügyvéd volt, majd Manche megye elöljáróságának főtitkára és első elnöke a Manche megyei Mezőgazdasági, Régészeti és Természettudományi Társaságnak (la Société d’agriculture, d’archéologie et d’histoire naturelle du département de la Manche), aki a júliusi monarchia nagypolitikájában is karriert futhatott volna be, ha nem lett volna idegileg túlérzékeny. Édesanyja Agathe Françoise Adélaïde Jeanne Dubois (1795–1835) volt. Testvérei: Eugène (kb.1819–1891), Anna (1825–1860) és Paul (1831–1871) voltak.
Octave Feuillet 1851. március 25-én vette feleségül Valérie Marie Elvire Dubois-t (1832–1906) Saint-Lô-ban. Gyermekeik: André Marie (1852–1859); Jacques Marie (1857–1888) és Richard Louis (1862–1942) voltak.

## Életútja
Octave is örökölt valamennyit apja idegi ingerlékenységből, de kisebb mértékben, bár — miután anyja korán meghalt —, apjuk egyedül nevelte őket. A párizsi Nagy Lajos Líceumba küldte, ahol kiválóan tanult, s apja diplomatának szánta. 1840-ben azonban hazautazott, és bejelentette, hogy inkább irodalmár lesz. Jacques Feuillet erre felháborodva kitagadta őt.
Visszatért Párizsba, ahol újságírásból tartotta fenn magát, és „Désiré Hazard” álnéven együtt írtak regényt és színdarabokat Paul Bocage-zsal, akivel a Nagy Lajos Líceumban osztálytársak voltak, s aki Bocage (1799–1863) híres színész unokaöccse volt. Tolluk alól több sikeres mű, többek között színpadokon előadott darab került ki: a Grand Vieillard (A nagy öreg, regény (1845), ez a Le National politikai és kulturális napilapban jelent meg 1845-ben folytatásokban, Échec et mat, (Sakk-matt) ötfelvonásos komédia, az Odéonban 1846-ban játszották; Palma, ou la nuit du Vendredi saint, (Palma, avagy a nagypéntek éjszakája) négyfelvonásos dráma, 1847-ben játszották a Porte-Saint-Martin Színházban; la Vieillesse de Richelieu, (Richelieu öregkora) ötfelvonásos komédia, 1849-ben játszották a Comédie-Française-ben; York, zenés bohózat, 1852-ben a Palais-Royalban játszották. 
Három év után, a sikert látva, apja megbocsátott, és ettől kezdve járadékot fizetett neki. Ezután Feuillet már kényelmes és független életet élhetett Párizsban, és kiadta korai regényeit.
1845-ben lépett fel Le grand vieillard (A nagy öreg) című regényével (társszerzőségben), melyet 1846-ban Le fruit défendu (A tiltott gyümölcs), Le conte de Polichinelle (Polichinelle meséje), majd a Diable à Paris (Ördög Párizsban) néhány dramatizált jelenete követtek. 1848-tól kezdve a Revue des deux Mondes-ban közölt több proverbe-et és vígjátékot, novellát és regényt: Le pour et le contre, (Pro és contra) 1848; La partie de dames (Dámajátszma) 1850; La clef d'or (Az arany kulcs), L'ermitage (A remetelak), 1851; La fée (A tündér), 1854; Bellah (1850). E korai kisebb drámai művei, melyek Scènes et proverbes és Scènes et comédies cím alatt (Párizs, 1852 és 1854) vannak összegyűjtve, a maguk nemében mesterművek.   
Eközben apja szellemi és fizikai hanyatlása miatt 1850-ben annak kérésére visszaköltözött Normandiába, Saint-Lô-ba, s a viszonylagos elszigeteltségben megnősült, elvette unokatestvérét, Valérie Dubois-t, Saint-Lô polgármesterének lányát, aki szintén írói vénával rendelkezett, s a száműzetésnek felfogott körülmények között zsenialitása még jobban kibontakozott. Ekkor érte el első határozott sikerét 1850-ben, amikor kiadta a korábban a Revue des deux Monde-ban megjelent Bellah című regényt, és elkészítette a La Crise (Krízis) című vígjátékot. Mindkettőt újranyomtatták a Revue des deux Mondes című rangos kiadványból, amelyben számos későbbi regénye is megjelent. Más művek is elismertek voltak, mint a La Petite Comtesse (1857), Dalila (1857) és az Egy szegény ifjú története (Le Roman d’un jeune homme pauvre) regénye, amely nagyon népszerű volt (1858).
Arra kényszerítve, hogy az apja által fenntartott szomorú légkörben éljen, Feuillet idegösszeroppanást kapott Saint-Lô-ban, amelyet felesége és anyósa segítettek legyőzni. 1857-ben megengedte magának, hogy Párizsba menjen, azon célból, hogy a Dalila című művének színpadi próbáját vezesse. Kimagasló sikere volt. A következő évben ugyanezt tette az Egy szegény ifjú története színpadi próbáinál is, így éppen nem tartózkodott otthon, amikor apja 1858-ban meghalt.
Ekkor Feuillet és családja azonnal Párizsba költözött, és a Második Francia Császárság kedvelt szerzőjévé vált. Darabjait a Compiègne-i palotában, az udvartartás időszaki tartózkodási helyén is előadták, még a nyilvános bemutató előtt, így 1858. november 24-én az ötfelvonásos Le Roman d’un jeune homme pauvre darabját, 1863. november 13-án az ötfelvonásos Montjoye vígjátékát, 1864. november 27-én az egyfelvonásos Le cheveu blanc vígjátékát, sőt egy alkalommal Eugénia francia császárné Madame de Pons szerepét játszotta Les Portraits de la Marquise (A marquisné arcképei) című darabjában.
Később következtek: L'histoire de Sybille (Szibill története), 1862; Monsieur de Camors (Camors gróf), 1867; Julia de Trécœur (1872); Un mariage dans le monde (Nagyvilági házasság), 1875; Les amours de Philippe (Philippe szerelmei), 1877; Le journal d'une femme (Egy asszony naplója), 1878; Histoire d'une Parisienne (Egy párizsi nő története), 1881 és La morte (A halott), 1886. Ezeket a regényeket nagyobb részt drámákká is feldolgozta, de írt több eredeti darabot is, mint Dalila (1853, 1857), Montjoye (vígjáték 1863); L'acrobate (1873) stb. 
De a fővárosba való visszatérés iránti lelkesedés gyorsan megszűnt. Legidősebb fia 1859-ben bekövetkezett halála után elhagyta Párizst, mert egészségi állapota hanyatlott, és visszaköltözött Normandia nyugalmába. A család régi kastélyát eladták, de vett egy „Les Paillers” nevű házat Saint-Lô egyik külvárosában, a rue Saint-Pierre-en, nagyon közel a szülőhelyéhez, a rue Saint-Georges-hoz. Tizenöt évig itt élt „rózsái közé temetve”, s csak egy-két téli hónapot töltött Párizsban.
1862-ben a Francia Akadémiába választották, majd 1868-ban a fontainebleau-i palota könyvtárosává tették, ahol minden évben egy-két hónapig laknia kellett. Az írást sem hagyta abba, ekkor készítette el nagysikerű Histoire de Sibylle című színművét (1862).
1863. augusztus 14-én a francia Becsületrend tiszti fokozatát nyerte el.
1867-ben elkészítette Monsieur de Camors remekművét, 1872-ben pedig a Julia de Trécœur-t. 1888-ban 31 évesen meghalt második fia is, Jacques-Marie, ekkor megfogadta, hogy többé nem ír, mégis két év múlva közreadta utolsó könyvét, az Honneur d'artiste (1890) című regényt. 
A császárság bukása után, 1870-től egyre hanyatlott, az utolsó éveit, a  Saint-Lô-ban lévő „Les Paillers” házuk eladása után, szüntelen vándorlásban töltötte depressziója és egyre súlyosbodó süketülése miatt. 1890. december 29-én hunyt el Párizsban. Temetése 1891. január 3-án történt meg Saint-Lô köztemetőjében, de előtte (a kívánsága szerint bebalzsamozott) holttestét felravatalozták Párizsban a Brémontier utca 6. szám alatti Saint-François-de-Sales templomban, ahol január 1-jén fél 12-kor nagy tömeg búcsúzott tőle. Mint a francia Becsületrend tisztjének, katonai tisztelgés is kijárt neki, melyet fia, Richárd Feuillet, a dijoni helyőrség gyalogos hadnagya vezényelt, s a Comédie-Française, a Drámai Szerzők és Zeneszerzők Társasága, a közoktatási és a képzőművészeti miniszter képviselete, a francia akadémia és közvetlen munkatársai mondtak beszédet. Felesége 15 évvel élte túl.
Feuillet félúton áll a romantikusok és a realisták között. Híres volt világos, emelkedett életfelfogásáról, a női karaktereinek értő ábrázolásáról, a szereplők lelki világának és érzéseinek elemzéséről, valamint kiváló, visszafogott, de szellemes prózai stílusáról. 
1891-ben, a Vasárnapi Ujságban megjelent Nekrológja szerint később: „Színműveivel hiába ostromolta a színpadokat, azok az érdemes írót, megillető tisztelettel ugyan, de félretették, ami őt rendkívül elkeserítette, úgyhogy utóbb már üldözésről panaszkodott.”
A századfordulón több művét játszották Magyarországon is, s bár a Petőfi Társaság Koszoru című kritikai közlönyében már több, néhol negatív kritikát is írtak drámáiról (így pl. az 1886. évi január 26-i, Nemzeti Színházban előadott, Egy párisi regény című darabjáról), regényeit folyamatosan fordították magyarra, és jelentették meg. Ábrányi Emil a Budapesti Napló, 1900. évi május 19-i számában a Nemzeti Színház „Juliette válópöre” című Feuillet darab premierje kapcsán ironikusan írta le Feuillet-nek az irodalmi ízlés változása miatt elfoglalt helyét (általában kifogásolva a színház darabválasztását): 
„Mi magyarázza meg hát azt az általános érzést, hogy Feuillet Oktáv elavult? Talán a következő okokban rejlik ennek a magyarázata: Feuillet műveiben nincs meg a tudományos boncolással vetekedő részletes analízis; témái közül hiányoznak a nagy perverzitások; nem csinál külön célt az érdekes bűnök leírásából; nem részletezi gazdag virtuozitással azt, ami aljas és ocsmány, ami söpredék az emberi lélek és társadalom fenekén. Írói toalettje mindig distingvált, nem tapad hozzá semmi a nagy, komoly erkölcsi csatornatisztítók szennyéből; a rútat nem tette stúdiuma tárgyává, sőt teljesen kiküszöbölte munkáiból; lelkét nem hatotta át a mai kor leghatalmasabb, legmodernebb eleme: a Schopenhauer filozófiája; nincs semmi érzéke a cinizmus és a frivolitás iránt; nem kételkedik a jóban, nem lát sötéten s ahol csak lehet, a nemesnek, az ártatlannak, a lovagiasnak, a nagylelkűnek szerzi meg a végső diadalt; nem úgy dolgozik, mint orvos, természettudós, pszichiáter, morál-statisztikus, hanem mint poéta; szeret szépen írni, gyakran a nyers igazság rovására is; realizmusa válogatós és teljesen hiányzik belőle az, ami nekünk legjobban imponál: a durva, kíméletlen erő.”
Párizs 16. kerületében utcát neveztek el róla. A rue Octave-Feuillet 9. szám alatt lévő divat- és formatervező szakiskola szintén Feuillet nevét viseli: Lycée Octave-Feuillet.

## Művei (válogatás)
( Az újabb kiadás megjegyzés nem fedi le az összes kiadást, pusztán az online elérhető példány adatainak megadása.)
- La Vie de Polichinelle et ses nombreuses aventures (Polichinelle élete és számos kalandja), Párizs, Hetzel, 1846.; Újabb kiadás: Párizs, Librairie Hachette. Bertall illusztrációival. (Petit Bibliothèque Blanche sorozat). 1924. Gallica oldalán online
- Échec et mat (Sakk-matt). Paul Bocage társszerzővel. (Dráma öt felvonásban, prózában). Párizs, Jérôme, 1846. Bibliothèque numérique de Lyon oldalán.
- Palma, ou, La nuit du vendredi saint (Palma, avagy Nagypéntek éjszakája). Paul Bocage társszerzővel. Dráma öt felvonásban. Párizs, Michel Lévy, 1847. Gallica oldalán online.
- La vieillesse de Richelieu. (Richelieu öregkora) Dráma öt felvonásban, prózában. Brüsszel, Lelong, 1849.
- Bellah, Brüsszel, Méline, Cans et Cie), 1850. 1. kötet. Gallica oldalán online ; 2. kötet Gallica oldalán online Folytatásokban Revue des Deux Mondes Bellah (Regény, 1850. március 1 és 15.; április 1. és 15.)
- York, comédie-vaudeville en un acte (Vígjáték-bohózat egy felvonásban). Párizs, Michel Lévy, 1852.
- Dalila, drame en quatre actes en six tableaux. (Dráma négy felvonásban, hat képben). A. Labroue et Compagnie nyomda, Brüsszel, 1853. 191 p. Online elérés..
- Scènes et proverbes. (Jelenetek és példabeszédek. Korábbi művek gyűjteményes kiadása.) 2. kiadás. Párizs, Michel Lévy frères, 1852. Gallica oldalán online Újabb, 29. kiadása: Calmann-Lévy, 1893. Gallica oldalán online
- Scènes et comédies. (Jelenetek és vígjátékok. Korábbi művek gyűjteményes kiadása). Párizs, Michel Lévy frères, 1854. Online elérés.. Újabb, 28. kiadása: Párizs, Calmann Lévy kiadó, 1891. Gallica oldalán online
- Le Village, comédie en un acte, en prose. (A falu. Vígjáték egy felvonásban, prózában). Párizs, Michel Lévy, 1856. Újabb kiadás: Boston, Leypoldt and Holt, New York, 1866. Online elérés.
- La Petite Comtesse ; Le parc ; Onesta (A kis grófnő, A park, Őszinteség. Kisregények.) [Újabb, 3. kiadás.] Párizs, Michel Lévy frères, 1858. Online elérés.
- Le Roman d’un jeune homme pauvre. (Egy szegény ifjú története). Regény. [Újabb, 2. kiadás.] Párizs, Michel Lévy, 1858. Online elérés Affinibook oldalán online – átírásban
- Le Roman d’un jeune homme pauvre. (Egy szegény ifjú története, vígjáték öt felvonásban, hét képben), Párizs, Michel Lévy, 1859. Újabb kiadás: Ferdinand Bôcher angol nyelvű jegyzeteivel, Boston, 1866. Online elérés
- La Tentation, pièce en cinq actes et six tableaux. (A kísértés. Ötfelvonásos darab hat képpel.). Párizs, Michel Lévy, 1860. Online elérés.
- Le Cheveu blanc comédie en un acte, en prose. (Az ősz hajszál. Vígjáték egy felvonásban, prózában). Párizs, Michel Lévy frères, 1860. Online elérés.
- Rédemption, comédie en cinq actes et un prologue. (Megváltás. Vígjáték öt felvonásban, prológussal.) Párizs, Michel Lévy, 1860. Online elérés.
- Histoire de Sibylle, (Szibilla története, regény). Párizs, Michel Lévy frères, 1862. Online elérés.
- Montjoye, comédie en cinq actes, en six tableaux. (Montjoye. Vígjáték öt felvonásban, hat képben.) Párizs, Michel Lévy frères, 1864. Online elérés.
- La Belle au bois dormant, drame en cinq actes et huit tableaux. (Alvó szépség, vagy Az erdő szépe. Dráma öt felvonásban, nyolc képben.)[23] Párizs, Michel Lévy frères, 1865.Online elérés.
- Péril en la demeure, comédie en deux actes, en prose. (Veszély a házban, kétfelvonásos vígjáték, prózában.) Új kiadás. Párizs, Michel Lévy; 1867. Online elérés.
- Monsieur de Camors (Camors gróf, regény). Párizs, Michel Lévy frères, (1867);[24] Párizs, Calmann-Lévy. Gallica oldalán online Újabb kiadás: Párizs, Michel Lévy frères, [Újabb, 2. kiadás.] 1867. Online elérés.
- Le Cas de conscience, comédie en un acte en prose. ((Becsületbeli ügy. Egyfelvonásos, prózai vígjáték). Párizs, Michel Lévy frères, 1867. Online elérés. Újabb kiadás: Párizs, Calmann-Lévy, 1877.
- Julie, drame en trois actes, en prose. (Júlia, dráma három felvonásban, prózában.) [Újabb, 2. kiadás.] Párizs, Michel Lévy frères, 1869. Online elérés.
- Julia de Trécœur, Circé Párizs, Michel Levy Frères, 1872. Gallica oldalán online Online elérés.
- Le Sphinx, drame en quatre actes. (A szfinx, dráma négy felvonásban.) Párizs, Michel Lévy frères, 1875. Újabb, 6. kiadás: Párizs, Calmann-Lévy, 1898. Online elérés.
- Un Mariage dans le monde (Nagyvilági házasság, regény). Párizs, Michel Lévy, 1875. Újabb, 18. kiadás: Párizs, Calmann-Lévy, 1882. Online elérés.
- Les Amours de Philippe. (Philippe szerelmei, regény). Párizs, Calmann-Lévy, 1877. Online elérés.
- Le Journal d’une femme (Egy asszony naplója)  17. kiadás, Párizs, Calmann-Lévy, 1878.[25] Újabb, 32. kiadás: Párizs, Calmann-Lévy, 1882. Online elérés.
- Histoire d’une parisienne. (Egy párizsi nő története, regény.) [Újabb, 21. kiadás.] Párizs, Calmann-Lévy, 1881. Online elérés.. Újabb, 28. kiadás Párizs, Calmann-Lévy, 1885. [26]
- La Crise, comédie en quatre actes. (A krízis. Vígjáték négy felvonásban.) Párizs, Calmann-Lévy, 1882. Online elérés.
- Les Portraits de la marquise, comédie pastiche en trois tableaux. (A marquisné arcképei. Vígjáték három képben). Párizs, Calmann-Lévy, 1882.
- La Partie de dames, pièce en un acte. (Hölgyek partija, egyfelvonásos színdarab). Párizs, Calmann-Lévy, 1883. Online elérés.
- Un Roman parisien, pièce en cinq actes. (Párzsi regény, ötfelvonásos színdarab). Párizs, Calmann-Lévy, 1883.
- La Veuve ; Le Voyageur (Az özvegy, kisregény; Az utazó, párbeszédes jelenet). [Újabb, 24. kiadás.] Párizs, Calmann-Lévy, 1884. Online elérés.
- La Morte (A halott nő, regény). [Újabb, 77. kiadás]. Párizs, Calmann-Lévy, 1886. Online elérés.
- L’Acrobate, comédie en un acte, en prose. (Az akrobata, egyfelvonásos, prózai vígjáték.) Párizs, Calmann-Lévy, 1886. Online elérés.
- Chamillac, comédie en cinq actes. (Chamillac, vígjáték öt felvonásban.) Párizs, Calmann-Lévy, 1889.
- Le Divorce de Juliette ; Charybde & Scylla ; Le curé de Bourron (Júlia válása, háromfelvonásos színjáték; Kharübdisz és Szkülla, proverbe; Burron papja, elbeszélés), Párizs, Calmann-Lévy, 1889. Gallica oldalán online
- Honneur d’artiste (Művészbecsület, regény). Párizs, Calmann-Lévy, 1890. Gallica oldalán online
- Scènes et comédies, Párizs, Calmann-Lévy, 1891. Gallica oldalán online
- Œuvres complètes, Párizs, M. Lévy, 1891–

## Művei magyarul (válogatás)
- A válság. (La Crise). (vígjáték, 1854.) Ford. Csepregi Lajos: A válság (Nemzeti Színház, 1854. augusztus 4.)[27]
- Egy szegény ifjú története (Le roman d'un jeune homme pauvre, regény) Pfeifer Ferdinánd: Egy szegény ifjú története, 1858[27]
- A kísértés. Színmű; ford. Radnótfáy Nagy Sámuel; Landerer-Heckenast, Pest, 1863 (Nemzeti Színház, 1862. dec. 12.)
- Szibill története. Regény; ford. Concha Győző; Kisfaludy Társaság, Pest, 1868
- Camors gróf, 1-2.; ford. Huszár Imre; Ráth, Bp., 1868
- A visszatorlás vagy Pro és contra. Dramolet; ford. Eisenstein Adolf; Pfeifer, Pest, 1871 (A Nemzeti Színház Könyvtára)
- Júlia. Dráma; ford. Paulay Ede; Pfeifer, Pest, 1871 (A Nemzeti Színház Könyvtára 14.) (Bemutató Nemzeti Színház, 1872. augusztus 26.)[28]
- Egy szegény ifjú története. Regény; ford. Salamon Ferenc; Ráth, Pest, 1872
- A marquisné arcképei. Vígjáték; ford. Szerdahelyi Kálmán; Pfeifer, Bp., 1874 (A Nemzeti Színház Könyvtára)
- A sphynx. Elbeszélés. Ford. Hajnal Aladár. Folytatásokban: Magyarország és a Nagyvilág, 1875. évf. 9–18. szám, 10 részletben. (105, 117, 128, 137, 153, 160, 175, 196, 209, 216. oldalak)[27]
- A sphynx. Dráma 4 felvonásban. Ford. Paulay Ede (Bemutató Nemzeti Színház, 1875. március 15.)[28]
- Bellah. Regény; ford. Sasvári Ármin; Athenaeum Ny., Bp., 1876
- Egy nagyvilági házasság. Regény; ford. Unger Ilona [Alba Nevis]; Athenaeum, Bp., 1876
- Fülöp szerelmei. Regény; ford. Ábrányi Emil; Athenaeum, Bp., 1877
- Trécoeur Júlia. Elbeszélés; ford. Csukássi József; Franklin, Bp., 1878 (Olcsó Könyvtár)
- Egy nő naplója. Regény; ford. Fái Jakab Béla; Franklin, Bp., 1879 (Olcsó Könyvtár)
- A falu. Színmű egy felvonásban. Ford. Paulay Ede; Bp. 1879 (Bemutató Nemzeti Színház, 1879. október 10.)[28]
- Erdő szépe. Dráma. Ford. Káldy Gyula; Bp., 1881
- Egy párisi nő története. Regény; ford. Milassin Vilmos; Milassin, Bp., 1881
- Egy párisi nő története. Regény; ford. Visi Imre; Athenaeum, Bp., 1881
- Egy végrendelet záradéka. Regény; ford. Friebeisz Ferenc; Bartalits, Bp., 1883
- Az özvegy. Regény; ford. Fái J. Béla, tan. Bródy Sándor; Singer-Wolfner, Bp., 1886 (Egyetemes Regénytár)
- A halott. Regény; Singer-Wolfner, Bp., 1886 (Egyetemes regénytár)
- Művészbecsület. Regény, 1-2.; ford. Tóth Béla; Singer-Wolfner, Bp., 1891 (Egyetemes Regénytár)
- Philippe szerelmei. Regény; Légrády Testvérek, Bp., 1899 (Legjobb Könyvek)
- Egy szegény ifjú története; ford. Zempléni P. Gyula; Vass József, Bp., 1899
- Egy nagyvilági házasság. Regény; Légrády, Bp., 191? (Legjobb Könyvek)
- Az özvegy. Regény; Kosmos, Bratislava, 1921 (Kosmos Könyvtár)
- Egy asszony naplója; ford. Pogány Elza; Singer-Wolfner, Bp., 1927 (Milliók Könyve)
- Egy párizsi asszony. Regény; ford. Margittai György; Tolnai, Bp., 1930 (Tolnai Regénytára)
- Egy asszony naplója; ford. Pogány Elza; Singer-Wolfner, Bp., 1930 (Rózsaszín Regények)

## Filmográfia (válogatás)
- L'ultimo dei Frontignac (olasz film, 1911). Rendezte Mario Caserini (Olaszország, 1911, rövidfilm. Alapmű: Le Roman d'un jeune homme pauvre – Egy szegény ifjú története)
- Un Roman Parisien (francia film, 1913). Rendezte Adrien Caillard. (Franciaország, 1913, rövidfilm. Alapmű: Un Roman parisien, Párizsi történet, színdarab öt felvonásban.)
- Le roman d'un jeune homme pauvre (francia film, 1913). Rendezte Georges Denola. (Franciaország, 1913, rövidfilm. Alapmű: Le Roman d'un jeune homme pauvre – Egy szegény ifjú története)
- A Parisian Romance (amerikai film, 1916). Rendezte Frederick A. Thomson (Amerikai Egyesült Államok, 1916. Alapmű: Un Roman parisien, Párizsi történet, színdarab öt felvonásban.)
- Honneur d'artiste (francia film, 1917). Rendezte Jean Kemm (Franciaország, 1917. Alapmű: Honneur d'artiste, Művészbecsület.)
- Der Schloßherr von Hohenstein. (Hohenstein várura). (német film, 1917). Rendezte Richard Oswald (Németország, 1917). Alapmű: Le Roman d'un jeune homme pauvre – Egy szegény ifjú története).
- Hier et aujourd'hui. (Tegnap és ma). (francia film, 1918). Rendezte Dominique Bernard-Deschamps (Franciaország, 1918, Alapmű: La Belle au bois dormant. [Csipkerózsika.] Az erdő szépe)
- Júlia. (magyar film, 1918). Rendezte Deésy Alfréd (Magyarország, 1918. Alapmű: Julie)
- Вдова. (orosz film, 1918). Rendezte Theodore Komisarjevsky (Oroszország, 1918. Alapmű: La Veuve, Az özvegyasszony)
- Dalila. (olasz film, 1919). Rendezte Guglielmo Braconcini (Olaszország, 1919. Alapmű: Dalila)
- L'ombra (olasz film, 1920). Rendezte Roberto Roberti (Olaszország, „Az árnyék”, 1920.)[29]
- Il romanzo di un giovane povero (olasz film, 1920). Rendezte Amleto Palermi (Olaszország, 1920. Alapmű: Le Roman d'un jeune homme pauvre – Egy szegény ifjú története)
- La sfinge (olasz film, 1920). Rendezte Roberto Roberti (Olaszország, 1920, Alapmű: Le Sphinx)[30]
- Giulia di Trécoeur (olasz film, 1920). Rendezte Camillo De Riso (Olaszország, 1921. Alapmű: Julia de Trécœur)
- Le roman d'un jeune homme pauvre (francia film, 1927). Rendezte Gaston Ravel (Franciaország, 1927. Alapmű: Le Roman d'un jeune homme pauvre – Egy szegény ifjú története)
- A Parisian Romance. (amerikai film, 1932). Rendezte Chester M. Franklin (Amerikai Egyesült Államok, 1932, Alapmű: Un Roman parisien, Párizsi történet, színdarab öt felvonásban.)
- Le roman d'un jeune homme pauvre (francia film, 1935). Rendezte Abel Gance (Franciaország, 1935.(1936) Alapmű: Le Roman d'un jeune homme pauvre – Egy szegény ifjú története)
- La novela de un joven pobre (argentín film, 1942). Rendezte Luis Bayón Herrera (Argentína, 1942. Alapmű: Le Roman d'un jeune homme pauvre – Egy szegény ifjú története)
- Romanzo di un giovane povero (olasz film, 1942). Rendezte Guido Brignone (Olaszország, 1942. Alapmű: Le Roman d'un jeune homme pauvre – Egy szegény ifjú története)
- Il romanzo di un giovane povero (olasz tévés minisorozat 4 epizóddal, 1957). Rendezte Silverio Blasi (Olaszország, 1957. Alapmű: Le Roman d'un jeune homme pauvre – Egy szegény ifjú története)
- Il romanzo di un giovane povero (olasz film, 1958). Rendezte Marino Girolami (Olaszország, 1958. Alapmű: Le Roman d'un jeune homme pauvre – Egy szegény ifjú története)
- La novela de un joven pobre (argentín film, 1968). Rendezte Enrique Cahen Salaberry (Argentína, 1968. Alapmű: Le Roman d'un jeune homme pauvre – Egy szegény ifjú története)
- l romanzo di un giovane povero (olasz film, 1974). Rendezte Cesare Canevari (Olaszország, 1974. Alapmű: Le Roman d'un jeune homme pauvre – Egy szegény ifjú története)
- Romanzo di un giovane povero (olasz film, 1995). Rendezte Ettore Scola (Olaszország, 1995, Alapmű: Le Roman d'un jeune homme pauvre – Egy szegény ifjú története)

## Fordítás
- Ez a szócikk részben vagy egészben  az   Octave Feuillet című francia Wikipédia-szócikk ezen változatának fordításán alapul.  Az eredeti cikk szerkesztőit annak laptörténete sorolja fel. Ez a jelzés csupán a megfogalmazás eredetét és a szerzői jogokat jelzi, nem szolgál a cikkben szereplő információk forrásmegjelöléseként.
- Ez a szócikk részben vagy egészben  az   Octave Feuillet című angol Wikipédia-szócikk ezen változatának fordításán alapul.  Az eredeti cikk szerkesztőit annak laptörténete sorolja fel. Ez a jelzés csupán a megfogalmazás eredetét és a szerzői jogokat jelzi, nem szolgál a cikkben szereplő információk forrásmegjelöléseként.